# Monte San Martino (Prealpi Bergamasche)
Il Monte San Martino (in lecchese San Martìn) è una montagna del Gruppo delle Grigne nelle Alpi Orobie. Può essere detto la montagna di Lecco. Esso infatti si erge proprio al di sopra del capoluogo lariano raggiungendo i 1.090 metri di quota con una parete verticale che si innalza sopra la città. La maestosità della montagna si deve proprio al fatto che essa si erge quasi verticalmente a partire dai 200 metri di quota, ovvero dal livello del lago.

## Descrizione

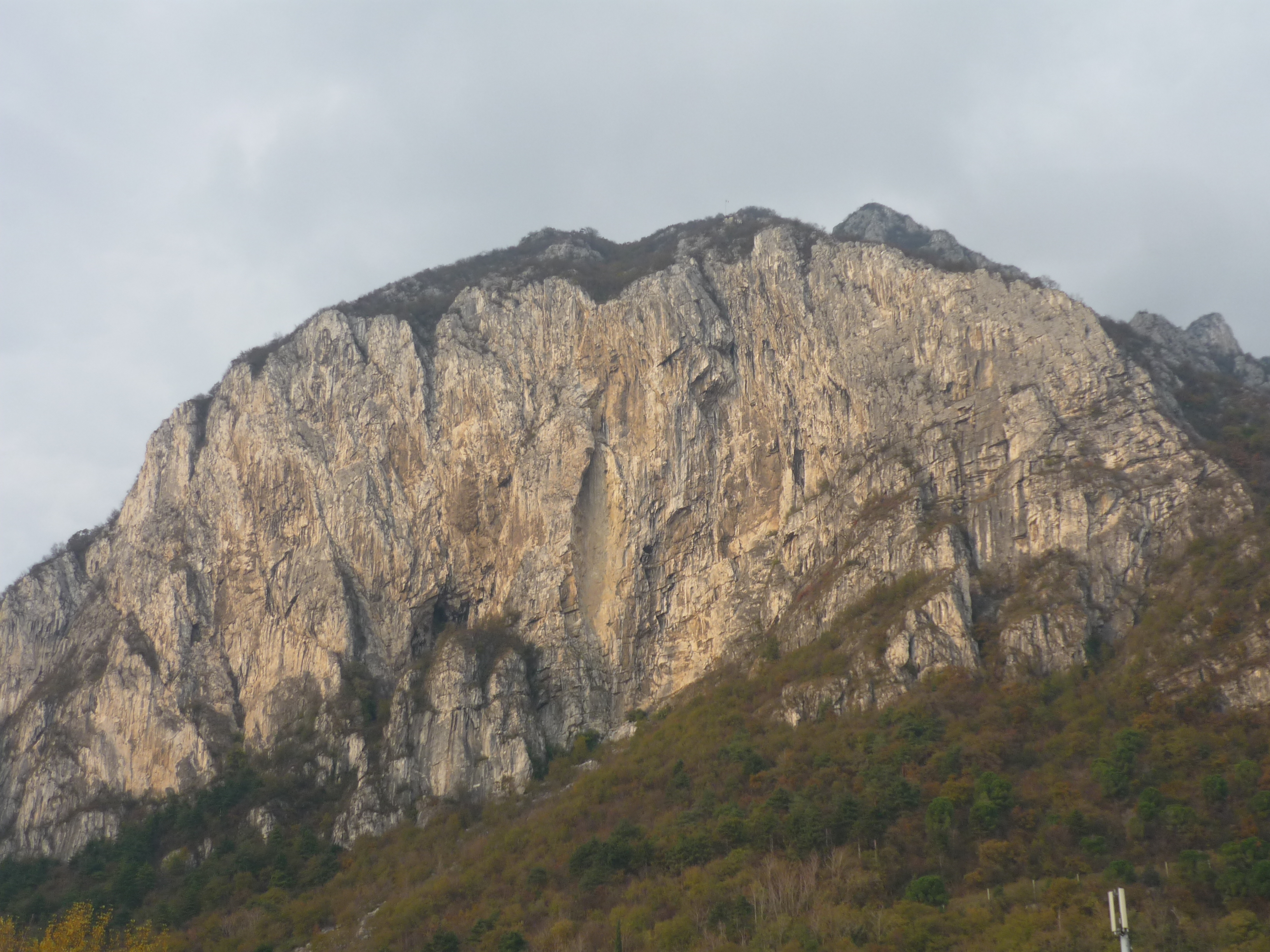
Parete sud del monte San Martino sopra la città di Lecco

Il monte San Martino è anche soprannominato il monte Marcio dagli abitanti del luogo in quanto sono stati registrati svariati episodi franosi di crollo; inoltre le sue pareti verticali risultano particolarmente insidiose per i rocciatori che difatti ogni tanto vi perdono la vita cadendo durante la scalata. La stessa parete verticale digrada a picco sul lago tramite una serie di torrioni rocciosi detti Pizzetti. A nord della montagna si trova il monte Coltignone, dietro il quale sono posti i Piani Resinelli, mentre circa 300 m sotto la cima, rivolta verso Lecco, si trova la chiesetta della Madonna del Carmine. Tra la vetta e il Coltignone sono poste alcune cime secondarie, come il Corno Regismondo (o Vetta San Vittore), il Coltignoncino e il Torrione Diaz. Verso nord-ovest i pendii della montagna scendono verso il Lago di Como con un'imponente e visibile parete rocciosa, tra essa e le rocce del Coltignone si trova una cengia boscosa sulla quale è posta la Chiesetta del San Martino con l'adiacente Rifugio Riccardo Piazza. La cengia è percorsa da un sentiero attrezzato che sale dalla località sul lago di Pradello, denominati sentiero dei Tecett. Dal rifugio si possono raggiungere i Piani Resinelli mediante la Val Verde. Verso nord-est il monte digrada sulla città di Lecco con ripidi pendii boscosi intervallati da fasce di rocce calcaree. Questi pendii sono interrotti dalla Valle dell'Antimedale che li divide dall'omonima parete rocciosa e dal Corno Medale.

I monti Resegone e San Martino vengono citati ne "I promessi sposi" di Alessandro Manzoni: 

## Escursioni
Il percorso più semplice per raggiungere il Crocione del monte San Martino è il sentiero 52 che parte da Lecco in via Quarto. Si tratta di un itinerario lungo 5,5 chilometri con un dislivello di 800 metri. Prima di arrivare in vetta si raggiungerà la Cappella del Carmine da cui parte un percorso alternativo denominato Sentiero Silvia consigliato solo ad escursionisti esperti. Durante la discesa è possibile passare dal rifugio Piazza che si affaccia, grazie una terrazza naturale, sul Lago di Como.
Il Rifugio Piazza, e di conseguenza la vetta, può essere raggiunto percorrendo il sentiero attrezzato per escursionisti esperti dei Tecett, che parte dalla località lacustre di Pradello. In alternativa, partendo dal rione Santo Stefano, si raggiunge il rifugio tramite il sentiero attrezzato per escursionisti esperti dei Pizzetti.